# Ferrovia Breda-Eindhoven
La ferrovia Breda-Eindhoven è una linea ferroviaria dei Paesi Bassi tra Breda e Eindhoven. La linea entrò in esercizio tra il 1863 e il 1866 collegando le città di Breda e Eindhoven passando per Tilburg e Boxtel.
Con le linee Venlo-Eindhoven e Maastricht-Venlo va a formare la Staatslijn E (tradotto dall'olandese, "Linea di stato E"),
| Continuation backward |

| Unknown route-map component "CONTgq" | Unknown route-map component "ABZg+r" |  |

| Station on track |

| Unknown route-map component "SKRZ-Au" |

| Stop on track |

| Stop on track |

| Stop on track |

| Station on track |

| Unknown route-map component "hKRZWae" |

|  | Unknown route-map component "ABZgl" | Unknown route-map component "CONTfq" |

| Unknown route-map component "SKRZ-Au" |

| Stop on track |

|  | Unknown route-map component "ABZg+l" | Unknown route-map component "CONTfq" |

| Station on track |

| Unknown route-map component "tSTRa" |

| Unknown route-map component "tHST" |

| Unknown route-map component "tSTRe" |

| Unknown route-map component "hKRZWae" |

| Unknown route-map component "SKRZ-Au" |

| Stop on track |

| Stop on track |

| Station on track |

|  | Unknown route-map component "ABZgl" | Unknown route-map component "CONTfq" |

| Continuation forward |